# Telosma filipes
Telosma filipes är en oleanderväxtart som först beskrevs av Rudolf Schlechter, och fick sitt nu gällande namn av M.A. Rahman och C.C. Wilcock. Telosma filipes ingår i släktet Telosma och familjen oleanderväxter. Inga underarter finns listade i Catalogue of Life.